# Ocimum gratissimum
Espèce
Ocimum gratissimum, ou faux basilic, est une espèce de plantes à fleurs de la famille des Lamiaceae. C'est une plante herbacée originaire d'Inde.

## Description

### Noms vernaculaires
Menthe gabonais, basilic africain, basilic sauvage, baumier, romba, framboisien, gros baume, Gwo fonbwazen, fonbwazen gran fey, bazilik, benjwen, benjoin, grand beaume,  gwo bònm, basilic africain, albahaca, albahaca de vaca, segurella, english noonoo, albahaca cimarrona, albahaca de clavo, oregano cimarron, french noono, atiyayo, atiayo, bwa gason, mal fonbwazen, african tea bush, aroubaba, diten jaraba, mosquito bush, tulsi, mint, african basil, wild basil, basilic pungent, shrubby basil, …

### Aspect général
L'espèce se présente comme une herbacée terrestre pérenne pouvant atteindre 2 mètres de haut.C'est une plante vivace suffrutescente aromatique et medicinal très ramifiée.

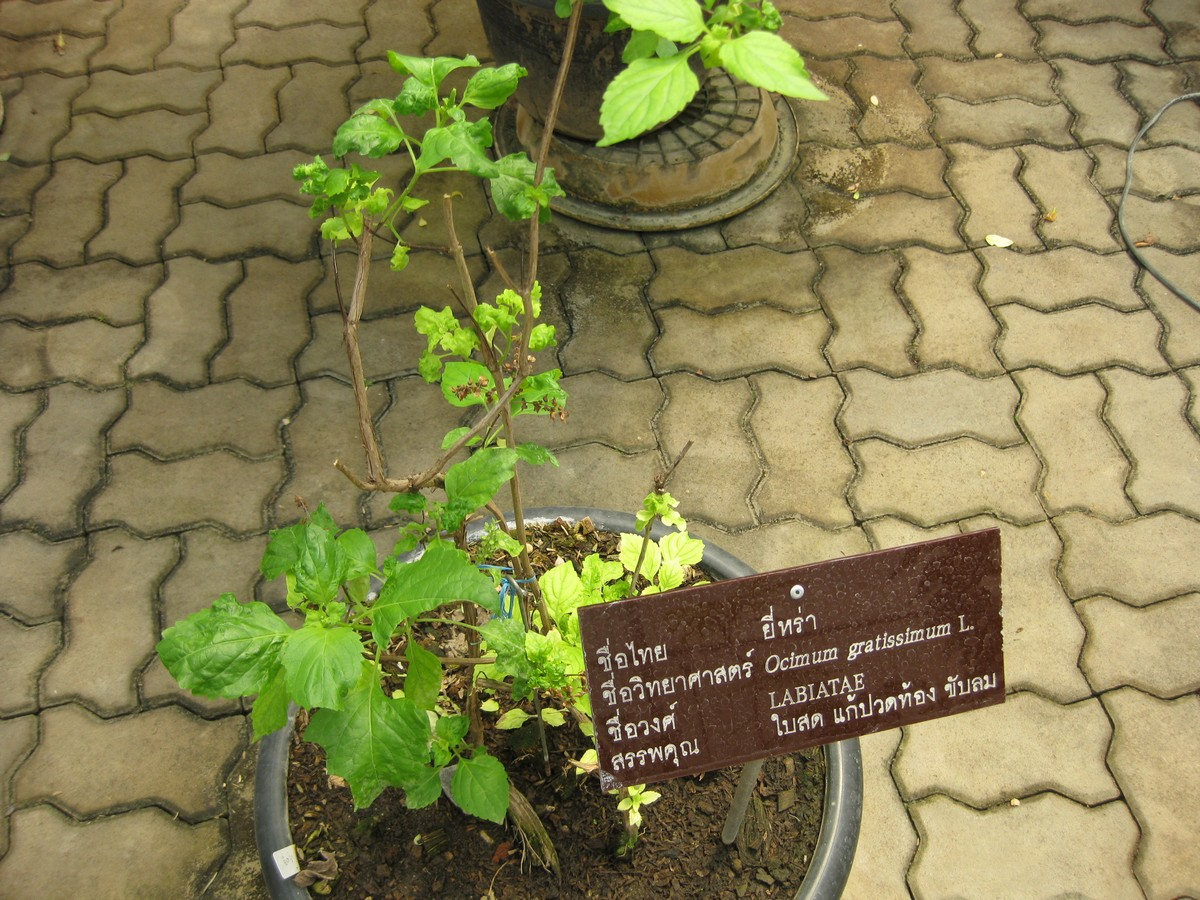
Faux basilic Ocimum gratissimum cultivé en pot, au Jardin botanique de la reine Sirikit, en Thaïlande.

### Feuilles
Les feuilles sont simples, opposées, à limbe ovale et grossièrement dentelé et à base atténuée et décurrente. Elles dégagent une forte odeur de clou de girofle.

### Fleurs
Les fleurs sont blanches avec un petit calice. Leur corolle en tube se termine par deux lèvres. Elles sont groupées par inflorescences terminales en faux épis, longs de 7 à 20 centimètres.

### Fruits
Les fruits se composent de 4 capsules sphériques et mesurent 2 millimètres de long. Les graines sont produites en grande quantité (plus de 100 millions à l'hectare). Elles se propagent par zoochorie.

## Répartition
Originaire d'Inde, cette espèce est pantropicale.
Elle a été introduite en Nouvelle-Calédonie par les Malabars comme condiment et feuilles à fumer.

### Caractère envahissant
L'espèce fait partie des 300 plantes envahissantes majeures du Pacifique Sud et affecte notamment la Nouvelle-Calédonie, où elle est présente depuis le début du XIXe siècle. La plante est refusée par le bétail, mais les cerfs en consomment, ce qui peut réguler les peuplements. Le Code de l'environnement de la Province Sud interdit l’introduction dans la nature de cette espèce ainsi que sa production, son transport, son utilisation, son colportage, sa cession, sa mise en vente, sa vente ou son achat.

## Intérêt médicinal?
C'est l'une des plantes qui, à la suite d'une étude de criblage à haut débit (publiée le 21 avril 2020), a été retenue comme candidate potentielle pour produire un possible médicament contre le SARS-CoV-2, responsable de la pandémie de COVID-19.Elle est utilisée contre les douleurs abdominales et le myasis

## Liste des sous-espèces et variétés
Selon Tropicos (7 août 2014) (Attention liste brute contenant possiblement des synonymes) :
- Ocimum gratissimum subsp. gratissimum
- Ocimum gratissimum subsp. iringense Ayob. ex A.J. Paton (1992)
- Ocimum gratissimum var. gratissimum
- Ocimum gratissimum var. hildebrandtii Briq.
- Ocimum gratissimum var. macrophyllum Briq. (1896)
- Ocimum gratissimum var. mascarenarum Briq.
- Ocimum gratissimum var. suave (Willd.) Hook. f.
- Ocimum gratissimum var. subdentatum Briq.